# Hortensia Elizondo
Hortensia Elizondo (Lampazos, Nuevo León 23 de enero de 1908 - 1953) fue una escritora, periodista, crítica de cine y luchadora por el feminismo en las primeras décadas del siglo XX en México. Bajo el pseudónimo de Ana María colaboró en varios periódicos en México y en San Antonio, Texas; en 1934 salió a la luz su libro de cuentos Mi amigo azul y en 1956 se publicó, de manera póstuma, Personajes de tragedia. Carlota y Maximiliano, último trabajo de esta escritora, el cual comenzó en 1952.

## Biografía
Si bien Hortensia Elizondo nació en México, debido al exilio de su familia, creció en Estados Unidos. La buena posición económica de su familia le permitió estudiar, primero, en el Colegio Saint Michael's, en San Antonio, Texas, y después en el College de Sillery, en Quebec, donde además de aprender francés, comenzó con el ejercicio de la escritura en su diario infantil, en el que plasmó sensibles y emotivas descripciones del paisaje canadiense.
El resto de su educación la realizó en diversos lugares de Europa, como Francia, Italia, Inglaterra, Suiza y España, travesía que acrecentó su espíritu creador y que culminó con sus publicaciones periodísticas, bajo el pseudónimo de Ana María, sección que cobró tanta fuerza que la autora decidió utilizar su propio nombre para su sección Siluetas en París.
Para llevar a cabo sus estudios universitarios, Elizondo se trasladó a Los Ángeles, California, lugar en el que se comenzó a escribir periodismo cinematográfico y colaboró con distintos textos para revistas en Cuba, México y Sudamérica. En 1933, Elizondo regresó a México y empezó a trabajar en la revista Todo, en la que se encargó de la página de cine, la cual, rápidamente, cobró fuerza e importancia debido al rigor y seriedad de los juicios expresados en ella.
En plena madurez intelectual, dominando cinco idiomas y con varios proyectos relacionados con el cine y el teatro en ciernes, Elizondo fallece en 1953. Literariamente, Hortensia Elizondo dio muestras de una escritura sensible y potente a la vez, de una belleza literaria caracterizada por la agilidad mental, el acento crítico y la versatilidad; es así, que el escritor Calogero Speziale, en 1935, le dedicó los siguientes versos: 

Tú tienes todos los imanes: gracia,

dulzura, cortesía, bondad, talento,

franqueza, corazón, aristocracia,

sencillez, elegancia, arrobamiento.

Los dioses fueron pródigos contigo.

¡Te dieron todo! En alta voz lo digo
Calogero Speziale

## Trabajo periodístico
Antes de comenzar sus estudios universitarios, Elizondo empezó a colaborar con crónicas periodísticas en los diarios El Mundo, de Tampico; La Prensa, de San Antonio; y La Opinión, de Los Ángeles, bajo el pseudónimo de Ana María. Posteriormente, esta escritora publicó una serie de artículos bajo el título de Mi Broadway en el Diario de la Marina, de La Habana; el Diario Nuevo, de Caracas; el Diario de Yucatán; y El Ilustrado, de México, cuya prosa se distinguió por la potencia de su pensamiento.
En 1931 abandonó el tema cinematográfico, el estilo ágil y entretenido del comentario, la reseña y la anécdota, y publicó su primera crónica en la sección Revista de Revistas en Hollywood, con el pseudónimo de Laura Pineda en Revista de Revistas. En esta misma línea, Elizondo también se hizo cargo de la página de cine de la revista Todo en 1933.
Paralelo a su trabajo como crítica cinematográfica, Hortensia Elizondo destacó como articulista con sus columnas Lo que se ve, lo que se oye y lo que se dice en México, Metropolitanas y México actual, en La Prensa, de San Antonio, y La Opinión, de Los Ángeles.

## Ideología
A través de sus textos periodísticos y columnas en diarios y revistas, Hortensia Elizondo promovió un pensamiento sobre la mujer moderna en el cual se buscaba una sociedad de igualdad absoluta de sexos, porque [se] entendía que la liberación de la mujer también significaba la liberación de hombres. Así, esta escritora participó en un movimiento cuyo objetivo era revitalizar la concepción de la mujer en la época del momento.
Desde su columna la mujer moderna, Elizondo propugnó por distanciar a las mujeres del patriarcado y su control del discurso simbólico; promovió la idea de que las mujeres deberían asumir la responsabilidad de su propia educación, deshacerse de las ideas tradicionales sobre la inferioridad de las mujeres y desarrollar [sus propias] carreras; es decir, esta escritora estaba ampliamente involucrada en un movimiento que no sólo acusaba de manera abierta al sexismo, sino que señalaba el rechazo general hacia el canon masculino e incitaba a las mujeres a crear sus propios espacios discursos, sociales y personales, en un claro movimiento de contracultura en la época. Esta lucha continuó, también desde sus labores como subdirectora de la Casa de Orientación para Mujeres, la cual pretendía ser una escuela de orientación y formación de las menores que habían delinquido.

## Obra literaria
Mi amigo azul, México, Cultura, 1934.
Personajes de tragedia. Carlota y Maximiliano, ed. Isabel Farfán Cano, México, Cultura, 1956.